# Ervin Pütsep

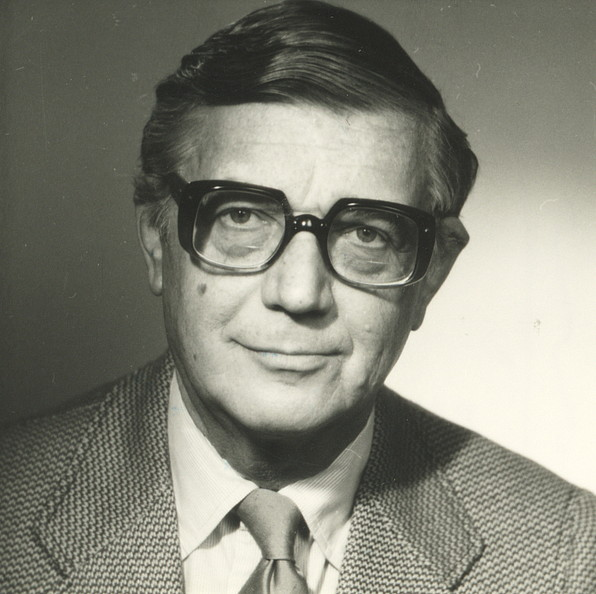
Ervin Pütsep.

Ervin Peeter Pütsep, född 18 april 1921 i Võru, Republiken Estland, död 21 september 1995 i Stockholm, var en svensk arkitekt verksam i Stockholm.

## Biografi
Pütsep kom 1944 till Sverige och Stockholm. Han tog arkitektexamen vid KTH 1950 och studerade vid Stockholms högskola 1950–1951.  Han arbetade bland annat i London, USA och Canada och avlade sin doktorsexamen vid Lunds tekniska högskola 1968.
Efter 1954 specialiserade han sig på utformningen av sjukhus och planerade såväl nybyggen som ombyggnader med svenska staten som uppdragsgivare. I Sverige var han inblandat i ett femtiotal sjukhusbyggen. Mellan 1959 och 1984 hade han egen verksamhet i Stockholm i firman Ervin Pütseps Arkitektkontor. En av hans närmaste medarbetare var arkitekt Ants Endre, far till Lena Endre.
Som arkitekt för vårdanläggningar ritade han bland annat Rosenlunds sjukhus (1969-1973), äldreboende Nymilen i Bromma (1966–1974), Fruängsgårdens servicehus (1967–1968), Vårbergs sjukhem (1967–1969) och utökning av Långbro sjukhus (1960-talet). KFUK-KFUM:s byggnad vid Döbelnsgatan/Rosengatan gav Pütsep och Endre en intressant, veckad fasad i roströd puts. Kontoret fick även internationella uppdrag, exempelvis i Algeriet, Saudiarabien och Iran.
Som forskare har han publicerat böcker och artiklar om sjukhusets planering och dess teori exempelvis Modern Hospital: International Planning Practices (1980). Han studerade estniska konstnärer, bland andra Eduard Ole, Jaan Koort och Erik Haamer.

## Bilder, verk i urval

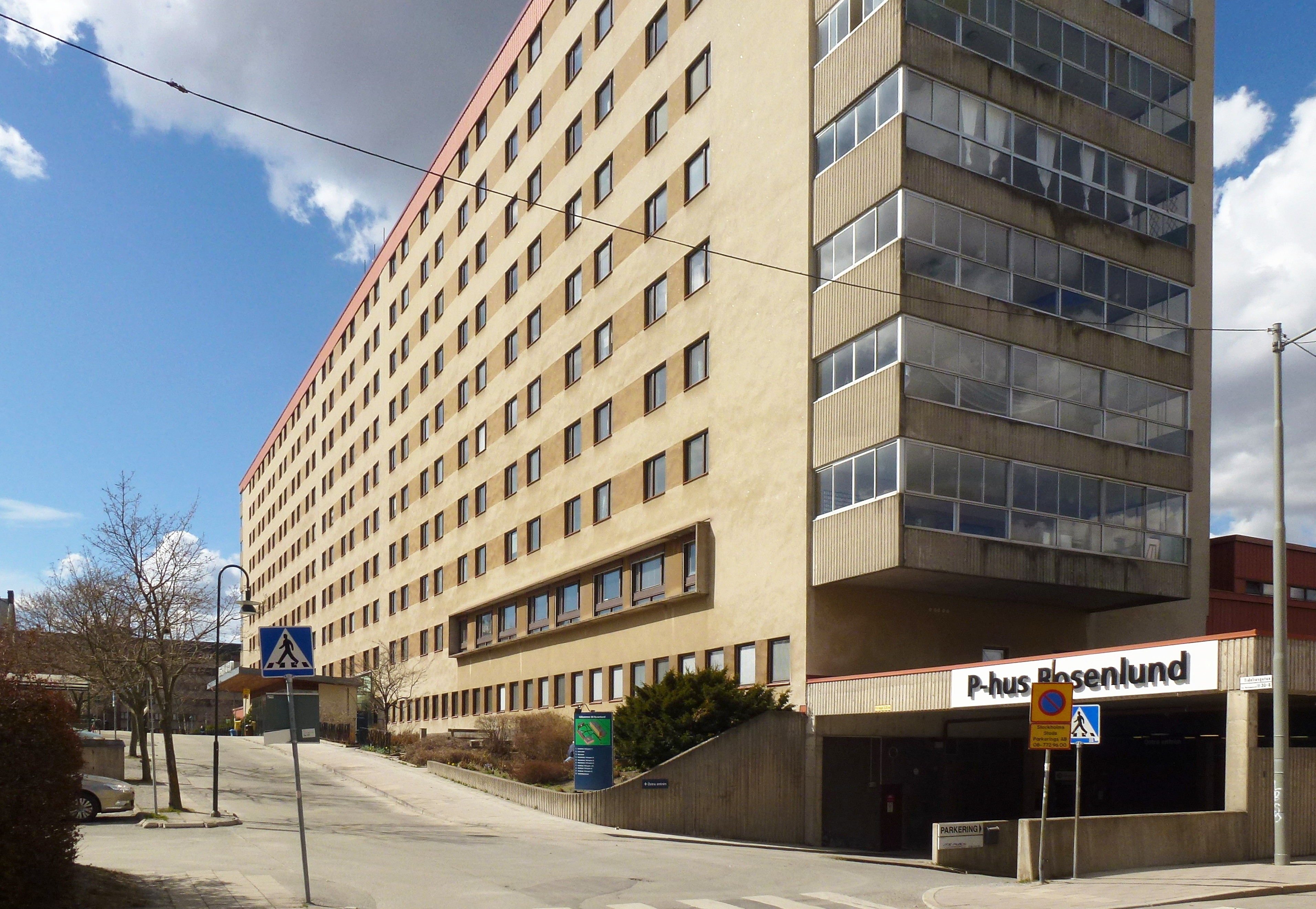
Rosenlunds sjukhus.
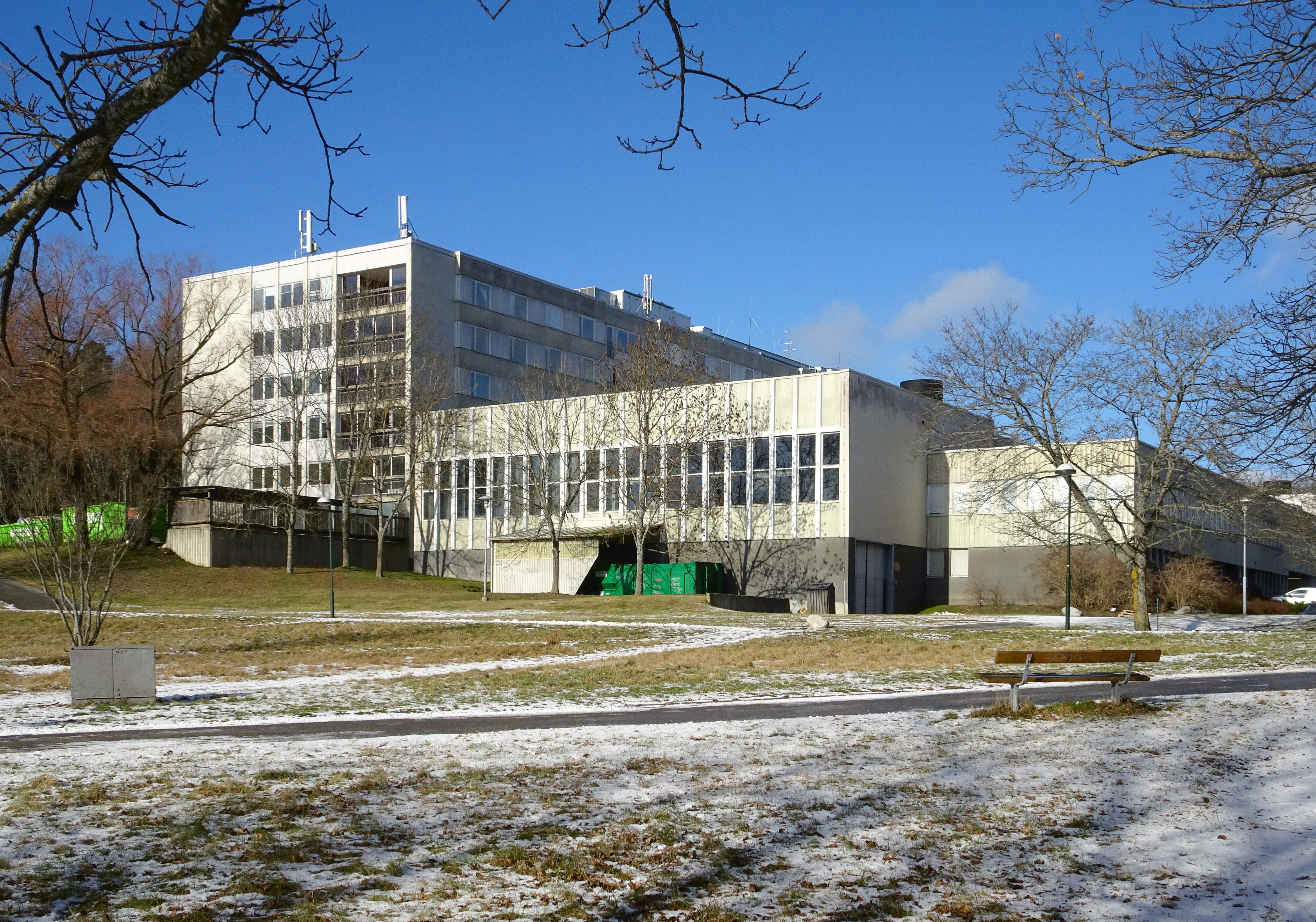
Vårbergs sjukhem.
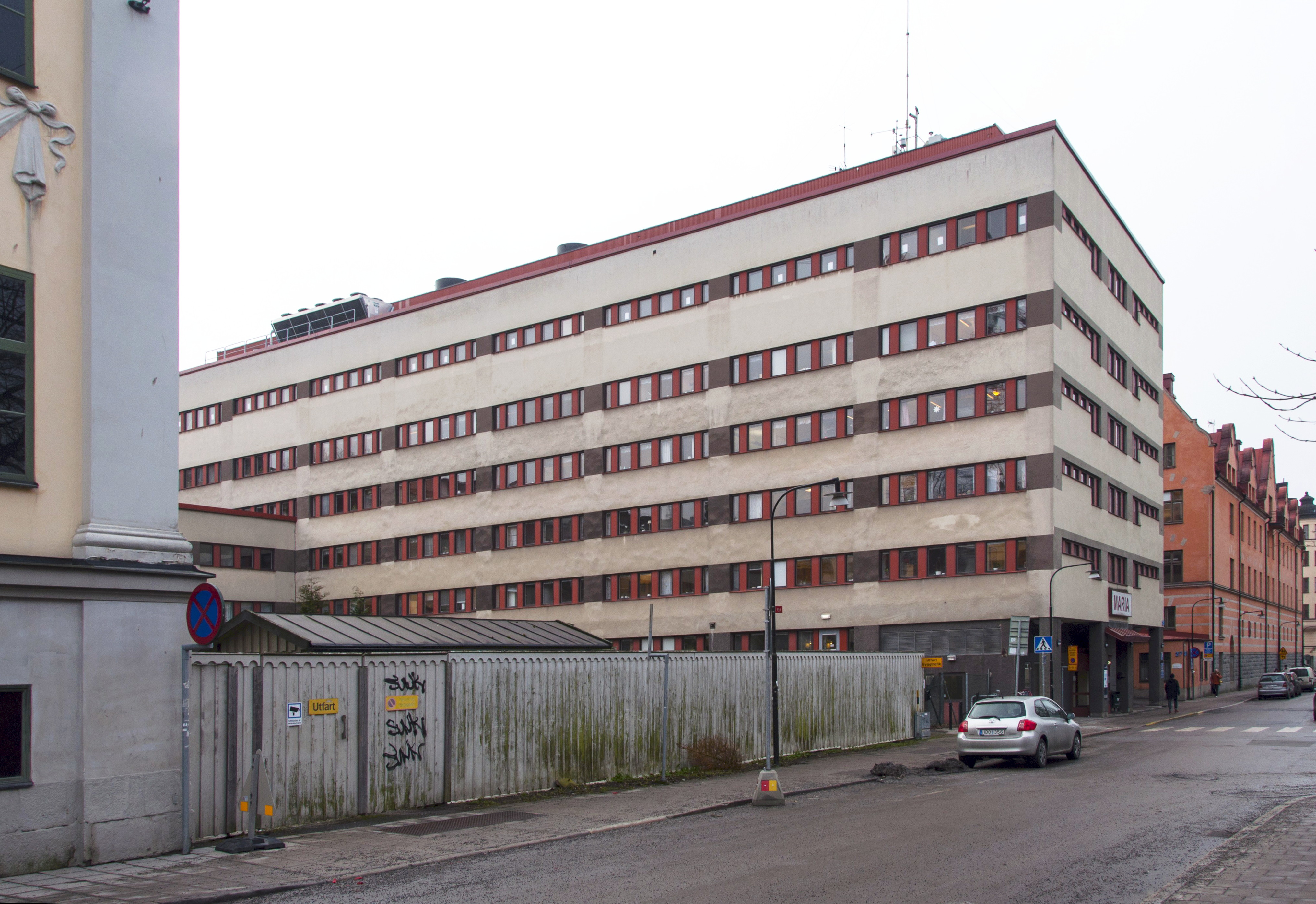
Maria beroendecentrum.
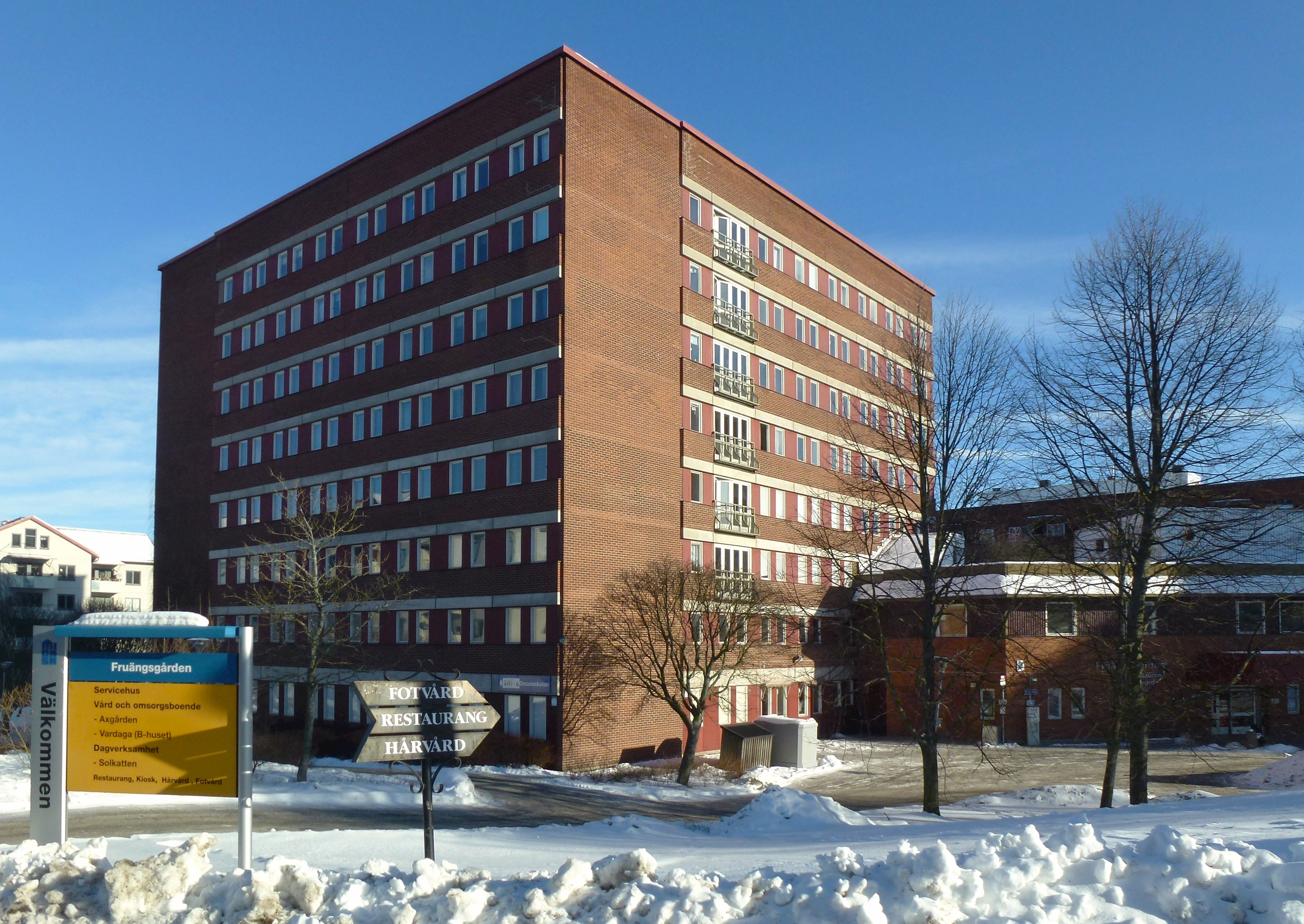
Fruängsgårdens servicehus.